# La Giettaz
La Giettaz là một xã thuộc tỉnh Savoie trong vùng Rhône-Alpes ở đông nam nước Pháp. Xã này nằm ở khu vực có độ cao từ 1002-2611 mét trên mực nước biển.